# Chrysosoma benignum
Chrysosoma benignum är en tvåvingeart som beskrevs av Octave Parent 1934. Chrysosoma benignum ingår i släktet Chrysosoma och familjen styltflugor.
Artens utbredningsområde är Nigeria. Inga underarter finns listade i Catalogue of Life.